# Juegos Asiáticos de Invierno de 2003
Los V Juegos Asiáticos de Invierno se celebraron en Aomori (Japón), del 1 de febrero al 8 de febrero de 2003, bajo la denominación Aomori 2003.

Participaron un total de 636 deportistas representantes de 29 países miembros del Consejo Olímpico de Asia. El total de competiciones fue de 51 repartidas en 6 deportes.

## Medallero
La tabla final de medallas de los juegos fueron:
| Núm.  | País            | Oro | Plata | Bronce | Total | Orden por Total |
| ----- | --------------- | --- | ----- | ------ | ----- | --------------- |
| 1     | Japón           | 27  | 26    | 23     | 76    | 1               |
| 2     | Corea del Sur   | 10  | 8     | 10     | 28    | 3               |
| 3     | China           | 9   | 11    | 13     | 33    | 2               |
| 4     | Kazajistán      | 7   | 7     | 6      | 20    | 4               |
| 5     | Líbano          | 1   | 1     | 0      | 2     | 5               |
| 6     | Corea del Norte | 0   | 1     | 1      | 2     | 5               |
| 7     | Uzbekistán      | 0   | 0     | 1      | 1     | 7               |
| TOTAL | TOTAL           | 54  | 54    | 54     | 162   |                 |

| Predecesor: Gangwon 1999 | V Juegos Asiáticos de Invierno 2003 | Sucesor: Changchun 2007 |